# Kharcho

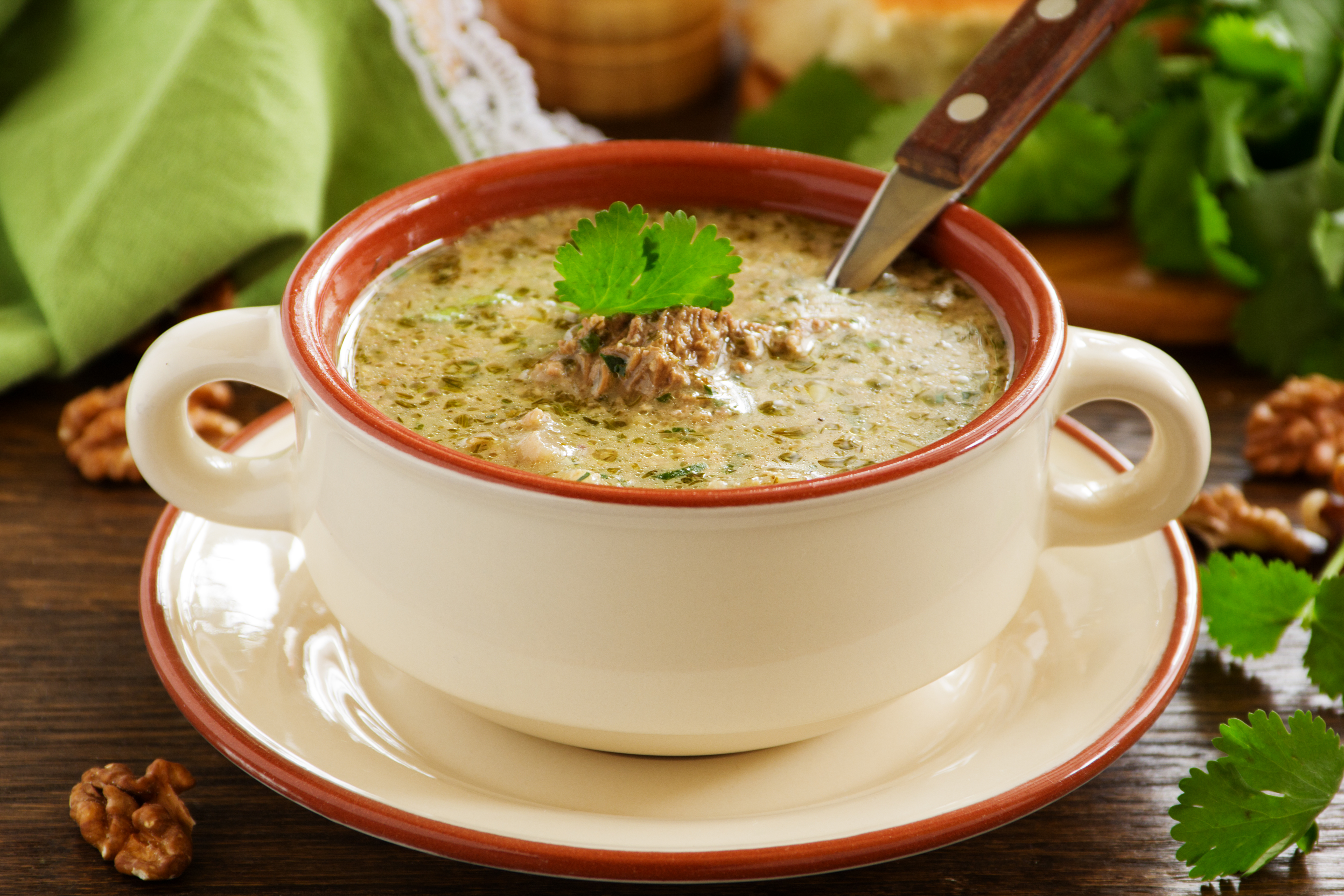
Prato de kharcho

Kharcho é “a sopa nacional” da culinária da Geórgia, com carne de vaca, nozes e ameixa azeda, engrossada com farinha ou arroz, e aromatizada com um tempero muito elaborado.
Uma “sopa nacional” tinha que ter variantes e a mais importante diz respeito à carne que deve ser usada; pode ser de porco, borrego, vitela ou mesmo de aves e, quando se compra, por vezes é necessário explicar de que região da Geórgia é a receita que se pretende fazer. No entanto, o próprio nome do prato indica que se trata duma sopa de carne de vaca: ხარჩო (em língua georgiana) significa isso mesmo. E, enquanto alguns aconselham “carne limpa”, outros preferem carne com gordura ou com osso, principalmente os que tenham bastante tutano.
A carne é cozida em água numa peça inteira, em lume brando e durante bastante tempo, tendo o cuidado de escumar o caldo no início. Tira-se a carne, limpa-se dos ossos, mas mantendo pedaços de tamanho suficiente para um prato de sopa; reserva-se. Junta-se ao caldo o “tkemali”, ou seja, o molho de ameixa azeda, ou o “tklapi”, a polpa das ameixas prensada e seca ao sol (antes de juntar ao caldo é necessário ser demolhada). Deixa-se ferver alguns minutos e junta-se cenoura em rodelas e cebola cortada em meias-luas, ao longo do bolbo, para as peles ficarem presas às fatias de cebola. Nesta fase, há duas variantes: a cebola é primeiro salteada até ficar dourada e, nessa altura junta-se farinha e deixa-se cozinhar alguns minutos, antes de misturar o caldo; na falta de ameixas azedas, pode usar-se tomate e pasta de tamarindo (o sabor de fundo desta sopa é tipicamente ácido). A seguir, junta-se arroz, de preferência de grão comprido e deixa-se cozer. Finalmente, juntam-se as nozes piladas grosseiramente num almofariz com alho e deixa-se apurar. Juntam-se então os pedaços de carne e tempera-se.
Primeiro, o tempero seco “hops suneli”, depois o tempero verde; ou então, uma mistura de grãos e folhas secas, que se esmagam juntos num almofariz, o “khmeli-suneli”. As ervas verdes incluem tradicionalmente manjericão, coentro, sálvia, estragão, manjerona, hortelã, salsa, folhas de feno-grego, hissopo e endro; os grãos e outros condimentos secos incluem paprika, malagueta, pimenta preta, louro, sementes de coentro e de feno grego e pétalas de cravo-de-burro.
No prato, podem ainda colocar-se folhas de coentro e, mais importante, servir com bastante pão: pita ou, de preferência shotis puri, em forma de meia-lua.